# Francesco Tiziani
Francesco Tiziani (ur. 14 lutego 1960) – włoski lekkoatleta specjalizujący się w biegach sprinterskich.
Największy sukces na arenie międzynarodowej odniósł w 1979 r. w Bydgoszczy, zdobywając podczas mistrzostw Europy juniorów dwa brązowe medale, w biegu na 200 metrów (z czasem 21,17, za Mikiem McFarlanem i Thomasem Schröderem) oraz w sztafecie 4 x 100 metrów (z czasem 40,21, za sztafetami RFN i Wielkiej Brytanii).